# Cobanus cambridgei (Bryant)
Cobanus cambridgei is een spinnensoort in de taxonomische indeling van de springspinnen (Salticidae).
Het dier behoort tot het geslacht Cobanus. De wetenschappelijke naam van de soort werd voor het eerst geldig gepubliceerd in 1943 door Elizabeth Bangs Bryant.

## Voorkomen
De soort komt voor op Hispaniola .